# Brasonamento
Na heráldica e na vexilologia o brasonamento (ou blasonamento) é a descrição formal de um brasão, bandeira ou emblema semelhante, a partir do qual o leitor pode reconstruir a imagem apropriada deste.
O brasonamento especifica os elementos essencialmente distintos de um elemento heráldico ou vexilológico. Pode-se dizer que um brasão de armas ou bandeira não é definido essencialmente por uma imagem, mas sim pela sua redação. O brasonamento também refere-se à linguagem especializada em que um brasão ou brandeira está descrito. Esta linguagem tem o seu próprio vocabulário, gramática e sintaxe, ou normas que regem a ordem das palavras, que torna-se essencial para a compreensão de um símbolo complexo.
Outros objetos, tais como crachás, banners e selos podem ser descritos pelo brasonamento.